# Friedrichsdorf
Friedrichsdorf (pronunciación en alemán: /ˈfʁiːdʁɪçsˌdɔʁf/ⓘ) es una localidad alemana, ubicada en el distrito del Alto Taunus, en el Estado de Hesse. La ciudad más cercana es Fráncfort del Meno, a unos 20 km al norte. 

## Geografía

### Ubicación

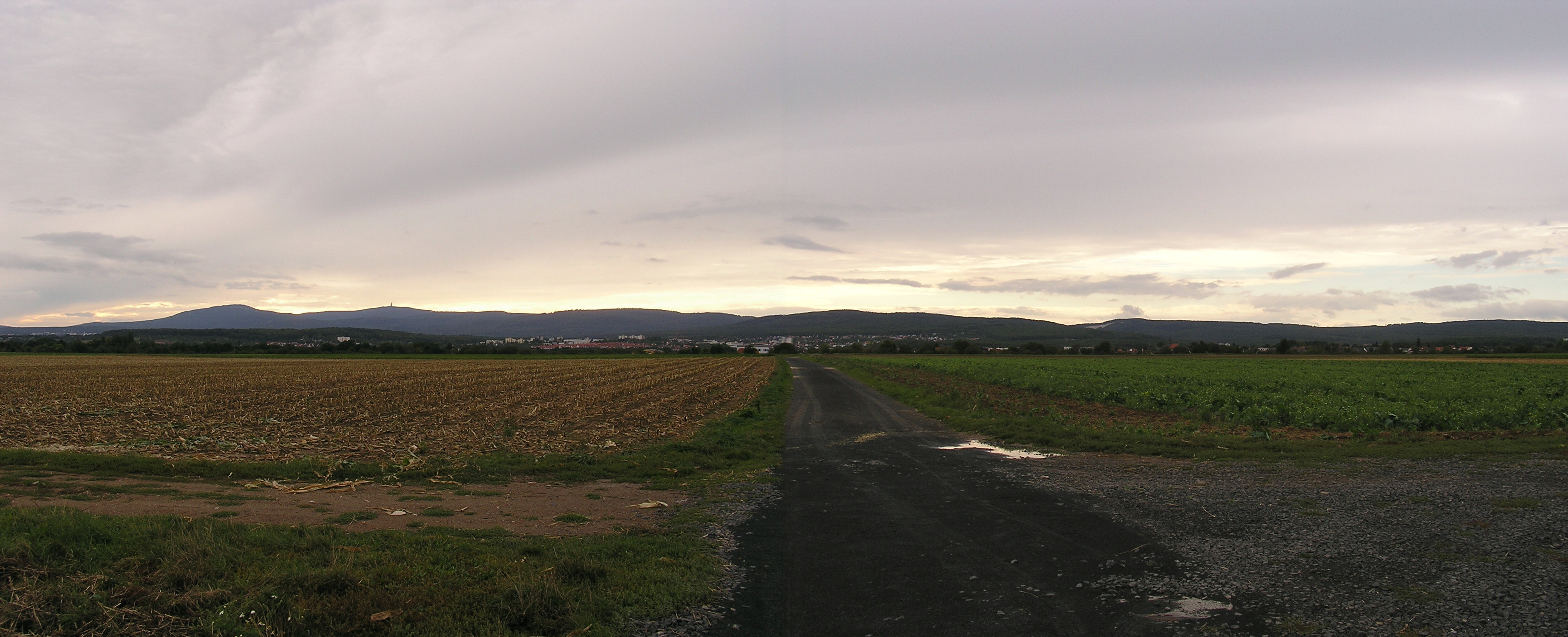
Friedrichsdorf im Taunus

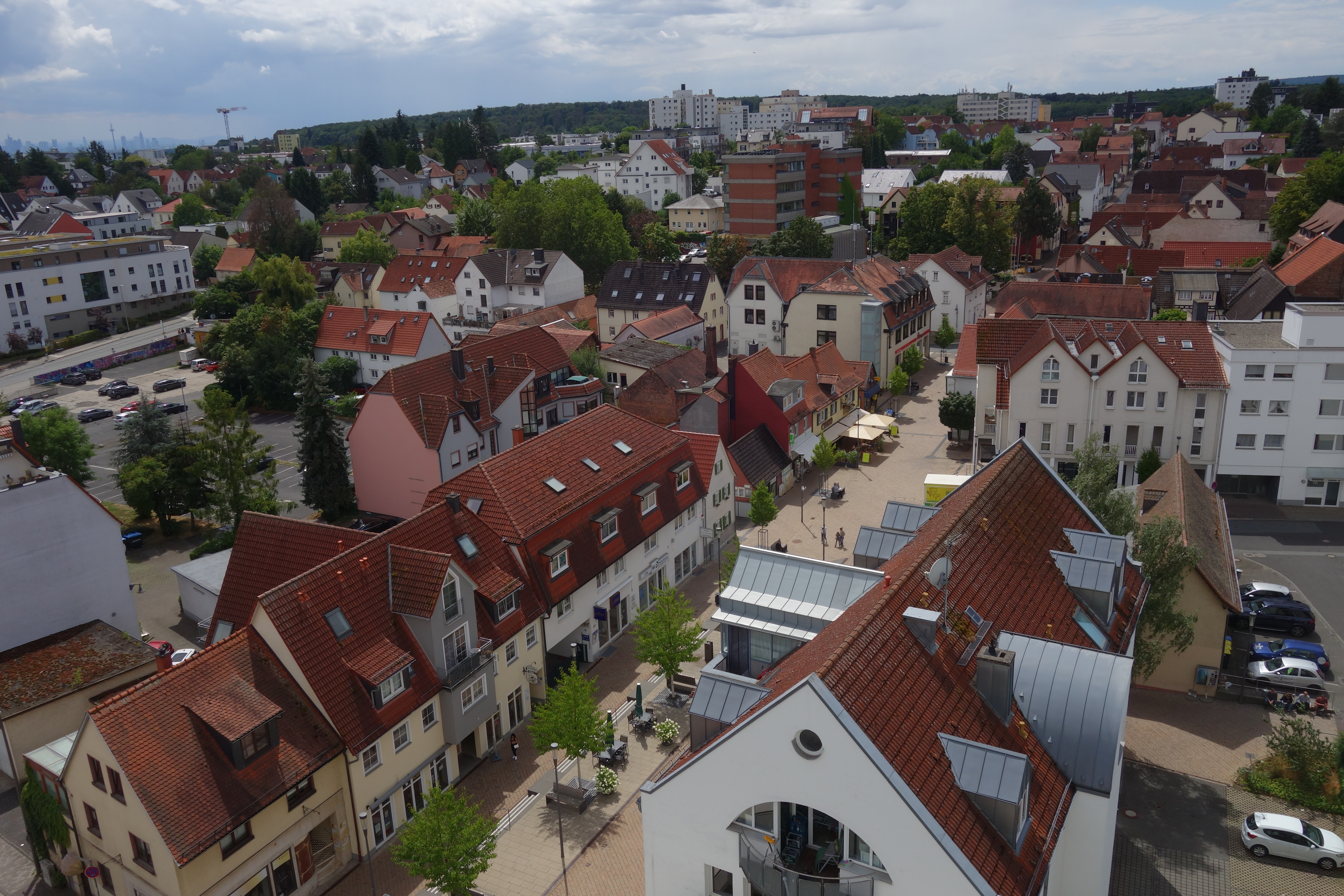
Distrito financiero

Friedrichsdorf se ubica al pie de la cordillera Taunus y es la tercera municipalidad más amplia del distrito del Alto Taunus, después de Bad Homburg vor der Höhe y Oberursel. El área municipal incluye tierras agrícolas, como Burgholzgausen, fronterizas con Wetterau. Por otra parte, hay extensos bosques en la cima del Taunus, donde se encuentra la mayor elevación de las zonas rurales de Friedrichsdorf, el Gickelsburg, a 471 metros sobre el nivel del mar. Desde las alturas del Taunus fluye el Erlenbach que atraviesa la localidad.

### Comunidades vecinas
Friedrichsdorf limita al norte y este con la localidad de Rosbach (distrito de Wetterau), por el sur con Bad Homburg y por el oeste con Wehrheim.

## Historia

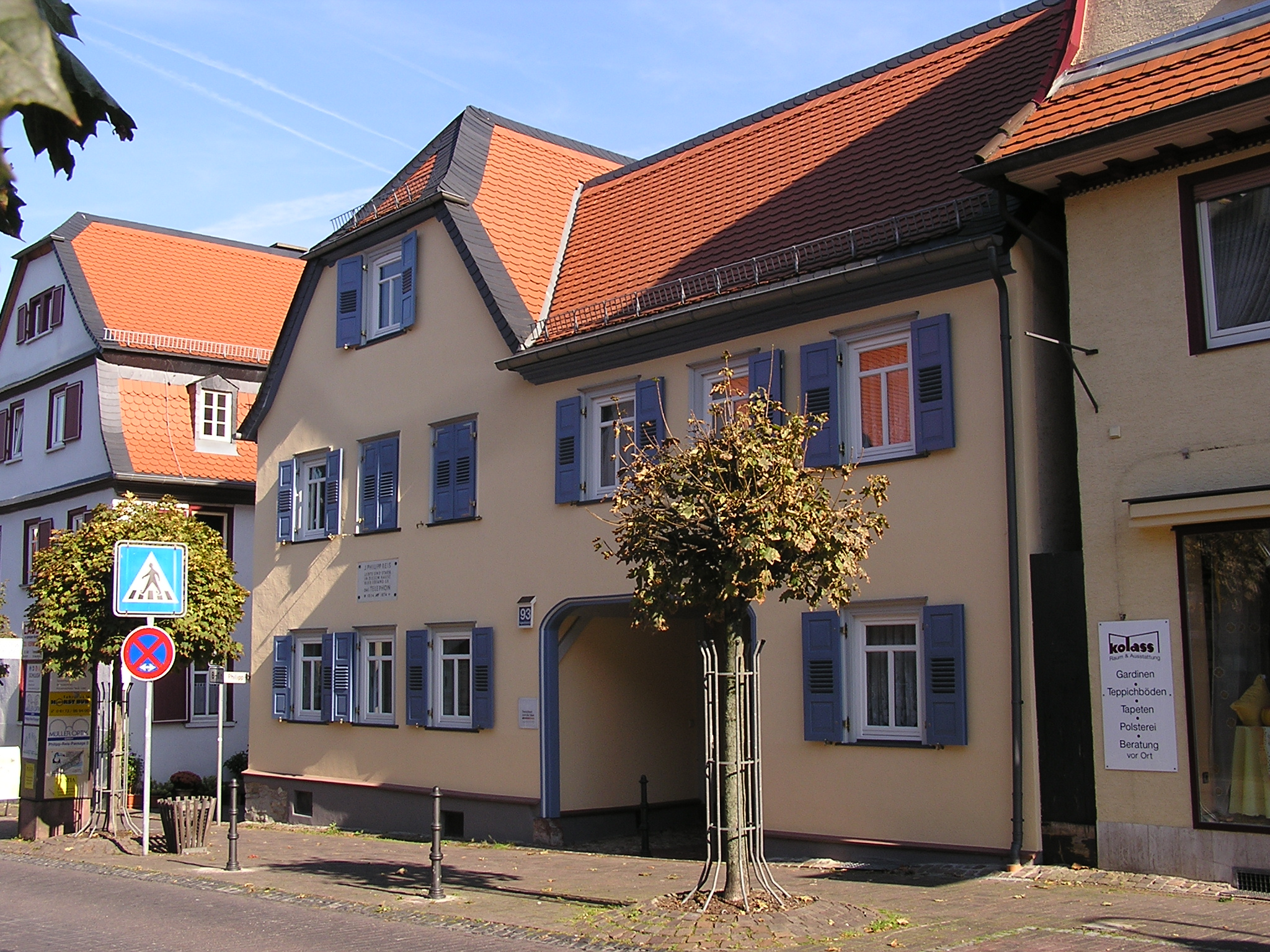
Casa de Johann Philipp Reis en Friedrichsdorf, actual museo.

La fundación del pueblo en 1687 data de las Guerras de religión de Francia, cuando los hugonotes debieron huir de Francia. El Landgrave Federico II otorgó asilo a una parte de este éxodo con las palabras "Lieber will ich mein Silbergerät verkaufen, als diesen armen Leuten die Aufnahme versagen" ("Prefiero vender mis objetos de plata que fallar en recibir a esta pobre gente"). Fundaron Friedrichsdorf, nombrando al pueblo en agradecimiento al Landgrave.
Debido a la influencia francesa, en el pueblo se producían biscotes, lo que llevó a que Friedrichsdorf fuera conocido como el "pueblo de los biscotes". Uno de los hijos más famosos de la ciudad fue Johann Philipp Reis, un profesor del Instituto Garnier e inventor de la transmisión eléctrica de la voz, más conocida como teléfono, y a quien se le ha dedicado un museo.
En 1916, Dillingen, que había sido fundada recién en 1804, fue fusionada con Friedrichsdorf. Dillingen tomó su nombre de una aldea que había sido abandonada durante la Guerra de los Treinta Años y en cuya zona rural se asentaron posteriormente los hugonotes de Friedrichsdorf.

### Escudo de armas
Friedrichsdorf recibió su primer escudo de armas cívico en 1821 en recuerdo de la visita de la princesa rusa Alejandra al conde Federico de Bad Homburg. Después de la fusión, fue creado un nuevo escudo de armas que data de 1975.

## Economía e infraestructura

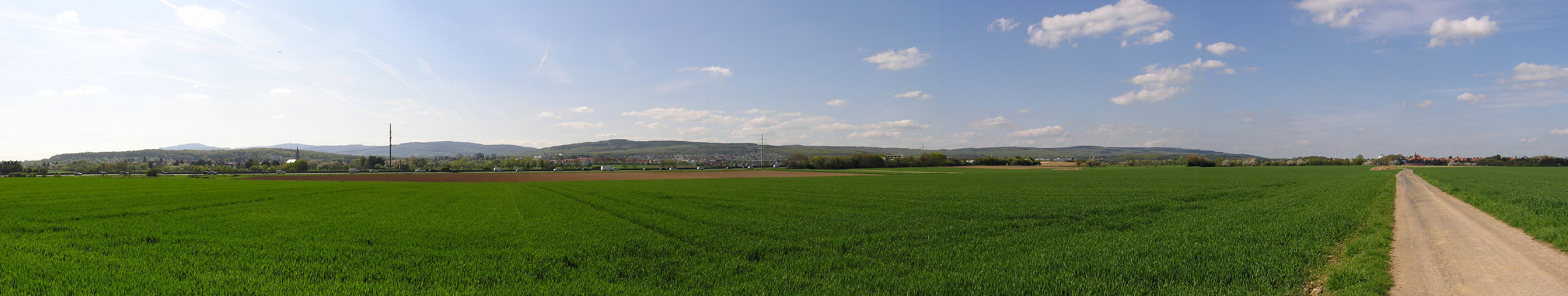
Friedrichsdorf (en primavera).

### Transporte
A través de las zonas rurales periféricas de Friedrichsdorf corre la autopista A5, una arteria de tráfico importante que también tiene un intercambio en el extremo norte del área municipal (16, Friedberg / Friedrichsdorf). Además, la autopista federal (Bundesstraße) B 455 atraviesa la localidad.

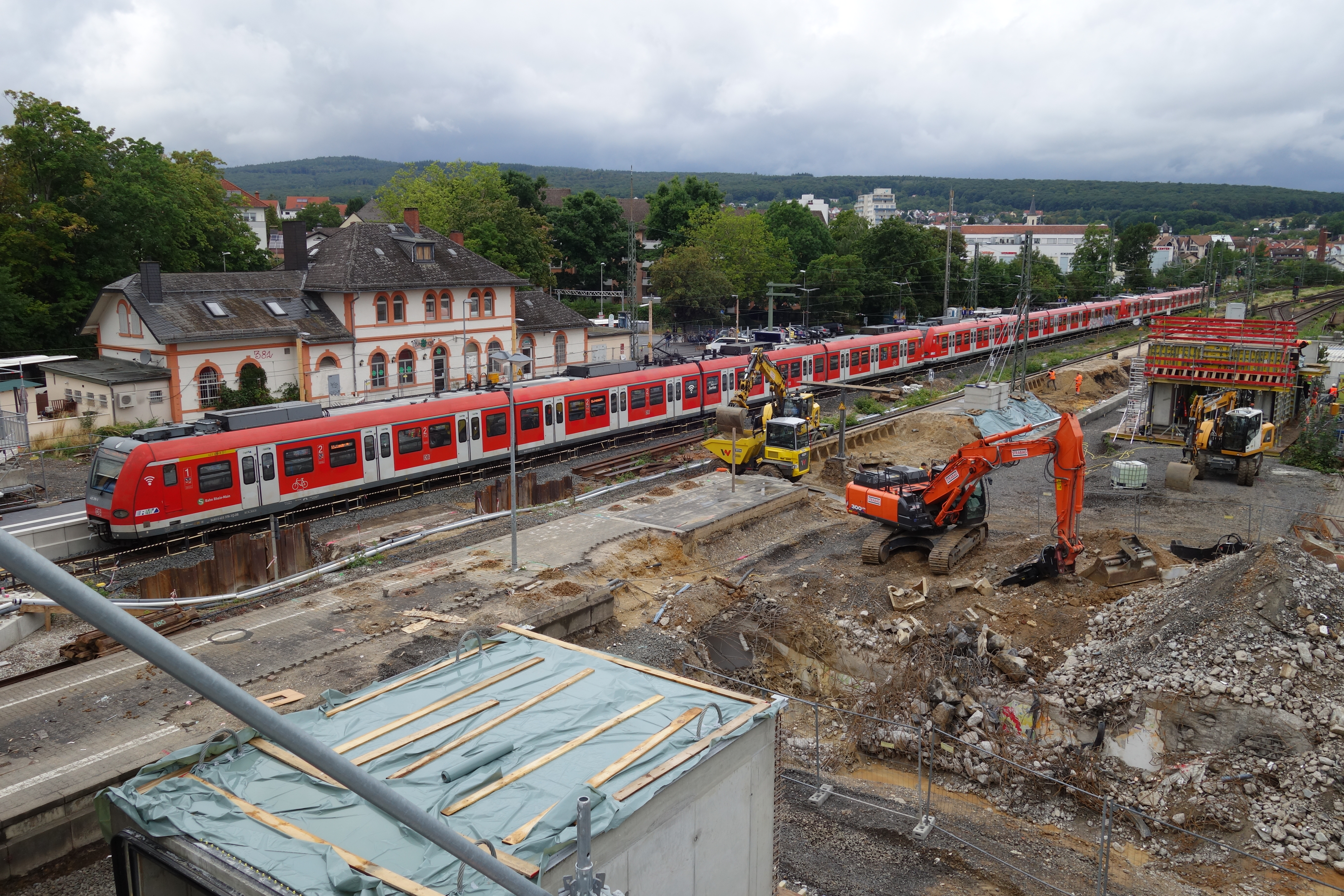
Estación de Friedrichsdorf durante la modernización 2023 y tren del S-Bahn Rhein-Main

En cuanto a transporte ferroviario, la localidad cuenta con cuatro estaciones: una en cada comunidad constituyente. La estación Friedrichsdorf es el destino final de la línea 5 del S-Bahn Rhein-Main. El Aeropuerto de Fráncfort del Meno es fácilmente accesible por tierra.

### Población
(in cada caso al 31 de diciembre)
| Año                | Habitantes |
| ------------------ | ---------- |
| 1998               | 24.404     |
| 1999               | 24.128     |
| 2000               | 24.282     |
| 2001               | 24.406     |
| 2002               | 24.572     |
| 2003               | 24.497     |
| 2004               | 24.605     |
| 2006 (30 de junio) | 24.522     |

## Personalidades
- Rob Pilatus, bailarín y cantante del dúo Milli Vanilli.

## Política

### Elecciones del concejo municipal
| Partidos y asociaciones políticas      | % 2006                         | Seats 2006 | % 2001 | Seats 2001 |      |
| -------------------------------------- | ------------------------------ | ---------- | ------ | ---------- | ---- |
| CDU                                    | 37,1                           | 14         | 34,1   | 13         |      |
| SPD                                    | 19,9                           | 7          | 26,4   | 10         |      |
| Grüne                                  | 15,9                           | 6          | 14,5   | 5          |      |
| Partido Democrático Liberal            | 8,6                            | 3          | 6,3    | 2          |      |
| Asociación de votantes liberales       | 15,5                           | 6          | 8,5    | 3          |      |
| REP                                    | 1,9                            | 1          | 2,3    | 1          |      |
| Lista de izquierda para Friedrichsdorf | 1,1                            | 0          | —      | —          |      |
| Asociación de votantes independientes  | —                              | —          | 8      | 3          |      |
| Total                                  | Total                          | 100,0      | 37     | 100,0      | 37   |
| Participación de votantes en %         | Participación de votantes en % | 46.9       | 46.9   | 56.3       | 56.3 |

### Alcalde
- Horst Burghardt Alianza 90/Los Verdes

### Concejal
- Norbert Fischer (CDU)

### Ciudades hermanadas
| Bandera de Francia      | Houilles, Francia desde 1973                              |
| Bandera de Austria      | Bad Wimsbach-Neydharting, Austria desde 1968 con Seulberg |
| Bandera del Reino Unido | Chesham, Reino Unido desde 1980                           |

## Religión

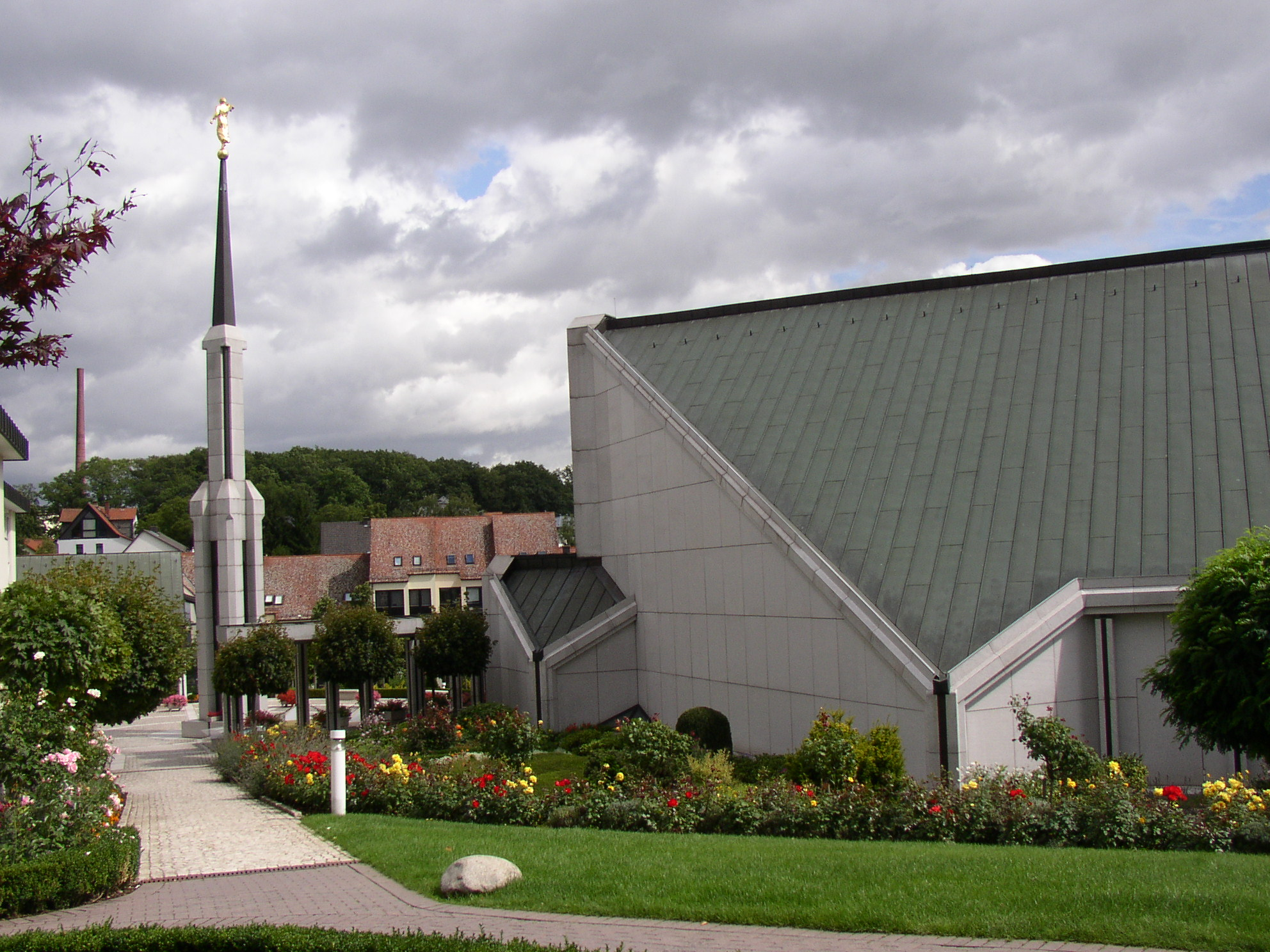
Templo de Fráncfort.

En Friedrichsdorf, se encuentra uno de los dos templos de la Iglesia de Jesucristo de los Santos de los Últimos Días en Alemania, denominada Templo de Fráncfort, estando la otra en Freiberg (Sajonia).